# Кубок Гагарина
Кубок Гагарина — хоккейный приз, вручаемый победителю плей-офф Континентальной хоккейной лиги, начиная с сезона 2008/09.
Кубок назван в честь первого космонавта Юрия Гагарина, является переходящим. Трофей вручается капитану победившей команды после завершения финальной серии плей-офф.

## История

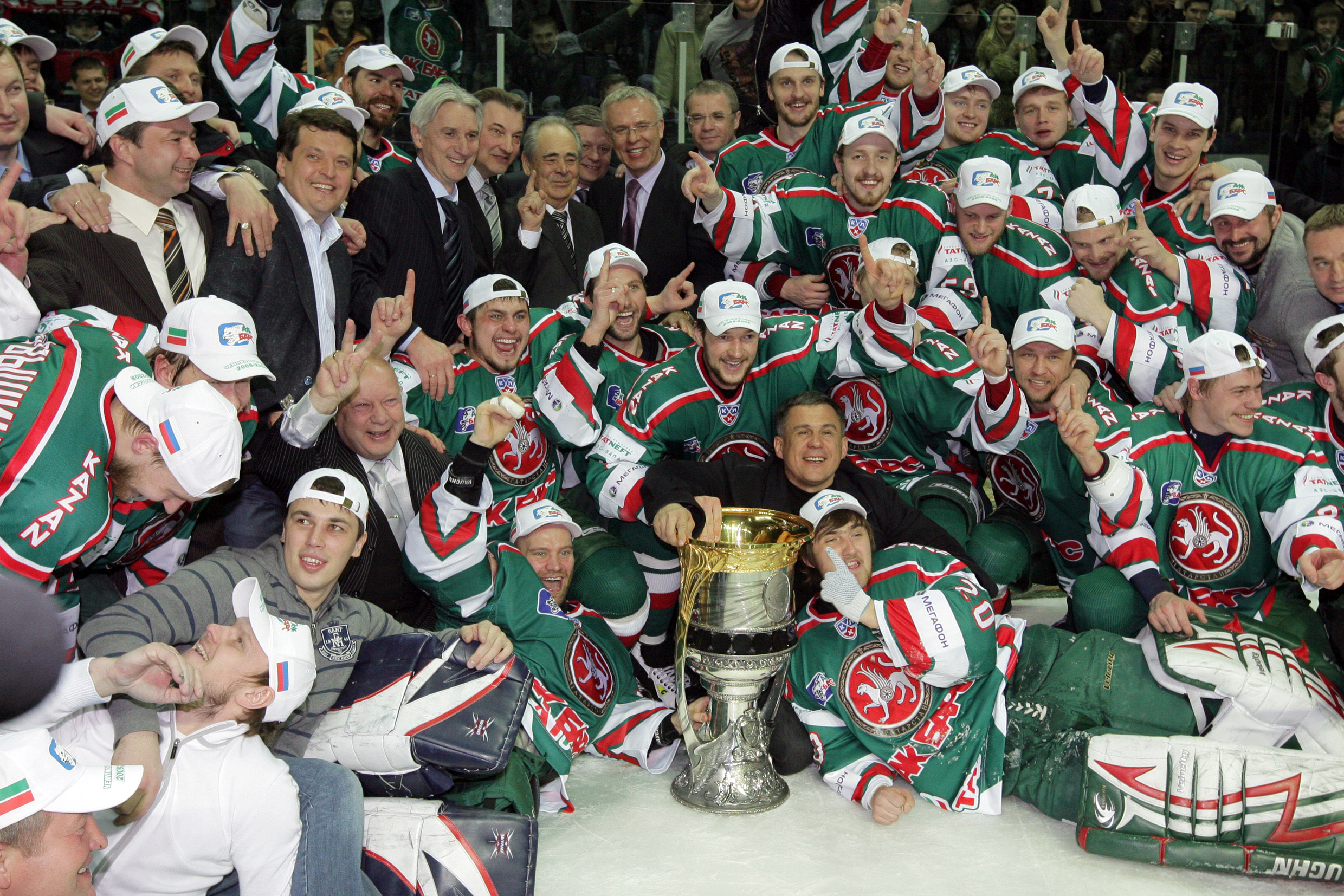
Первыми обладателями Кубка Гагарина стали игроки «Ак Барса».

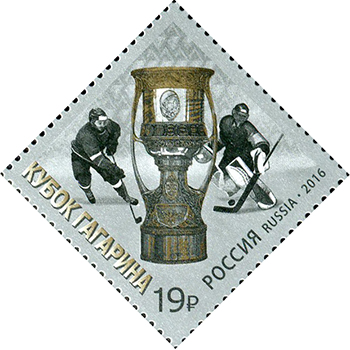
Континентальная хоккейная лига. Кубок Гагарина 2016 года. Марка России, 2016.

По словам руководителя лиги Александра Медведева, имя Гагарина было выбрано по той причине, что оно ассоциируется у жителей России с высшими достижениями, а сам Юрий Гагарин является символом нации. Кроме того, по мнению создателей КХЛ, прорыв, осуществленный Гагариным в космосе, должен ассоциироваться с прорывом в хоккее. Также, ранее, до сезона 2024/2025 финальные матчи проходили в начале апреля, в том числе и 12 апреля — в День космонавтики, такое случалось в финалах 2009, 2011, 2013 и 2017 годов. Среди вариантов названия кубка фигурировало также имя Анатолия Тарасова, но в честь него было решено назвать один из дивизионов лиги.
Кубок представили широкой публике во время первого в истории КХЛ «Матча всех звёзд». На презентации присутствовали капитаны игравших команд — Алексей Яшин и Яромир Ягр.
Кубок Гагарина разыгрывают 16 лучших команд регулярного сезона КХЛ в сериях до четырёх побед. Однако в число 16 сильнейших клубов не обязательно попадают 16 лучших по очкам команд. В плей-офф выходят по восемь клубов из каждой конференции.
12 апреля 2009 года команда «Ак Барс» из Казани стала первым обладателем Кубка Гагарина и чемпионом КХЛ в сезоне 2008/2009. За всю историю КХЛ трофей выигрывали восемь команд: трижды это делали казанский «Ак Барс» (2009, 2010, 2018), московский «ЦСКА» (2019, 2022, 2023) и магнитогорский «Металлург» (2014, 2016, 2024), по два раза — московское «Динамо» (2012, 2013), санкт-петербургский СКА (2015, 2017), по одному разу — «Салават Юлаев» (2011), «Авангард» (2021) и «Локомотив» (2025).
В сезоне 2019/20 Кубок Гагарина впервые в истории остался без своего обладателя — плей-офф был досрочно завершён после первого раунда из-за пандемии COVID-19.

## Оформление

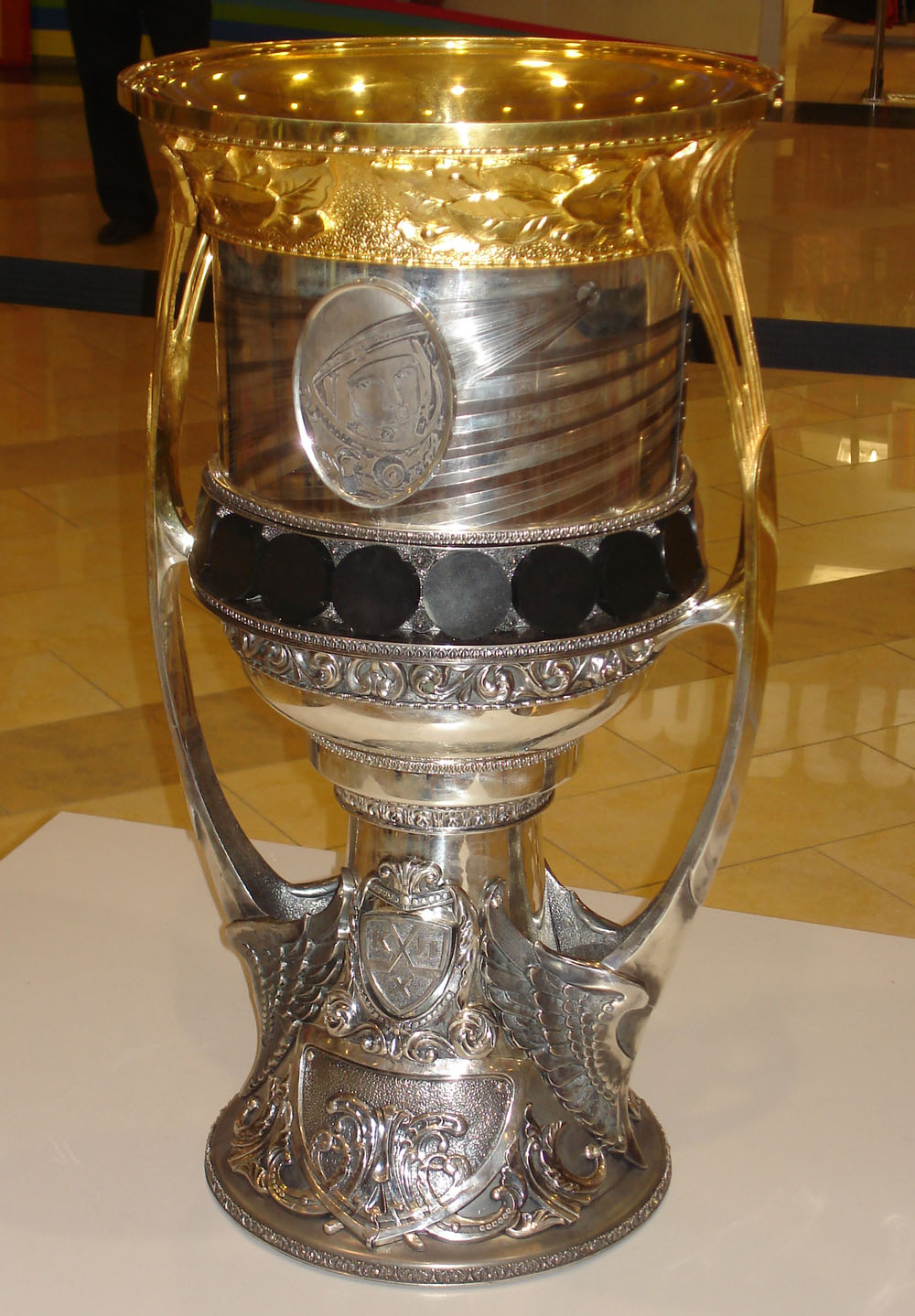
Кубок Гагарина в ТЦ «Кольцо», Казань, 2009 год

Кубок сделан из серебра 925-й пробы, снаружи покрыт позолотой. На лицевой стороне выгравировано изображение Юрия Гагарина в скафандре и летящая комета, а с другой стороны изображен хоккеист (по легенде, это Всеволод Бобров). По кругу он украшен маленькими шайбами, на которых гравируются имена команд-победителей. На днище кубка изображена эмблема КХЛ.
Масса кубка составляет 26 кг 800 гр. Предположительно, объём кубка составляет около 12 литров.
Автором кубка является Владимир Майзель, член Союза художников, руководитель ювелирной студии «Майзель».

## Путешествия кубка
С сезона 2011/12 принято решение о том, что каждый из хоккеистов и тренеров, завоевавший Кубок, имеет право провести с трофеем один день. Первый город, в котором побывал Кубок, стал Санкт-Петербург, куда его привезли хоккеисты московского «Динамо» — Константин Горовиков и Константин Волков. С того времени трофей побывал во многих городах России и других странах — Беларуси, Казахстане, Латвии, Словакии, Чехии, Финляндии, Швеции и Украине.

## Обладатели Кубка Гагарина
| Год  | Победитель      | Тренер                | Проигравший   | Тренер                | Счет | Победный гол              |
| ---- | --------------- | --------------------- | ------------- | --------------------- | ---- | ------------------------- |
| 2025 | Локомотив       | Игорь Никитин         | Трактор (В)   | Бенуа Гру             | 4-1  | Максим Шалунов (68:01)    |
| 2024 | Металлург       | Андрей Разин          | Локомотив (З) | Игорь Никитин         | 4-0  | Даниил Вовченко (51:10)   |
| 2023 | ЦСКА            | Сергей Фёдоров        | Ак Барс (В)   | Зинэтула Билялетдинов | 4-3  | Даррен Диц (31:28)        |
| 2022 | ЦСКА            | Сергей Фёдоров        | Металлург (В) | Илья Воробьёв         | 4-3  | Александр Попов (09:29)   |
| 2021 | Авангард        | Боб Хартли            | ЦСКА (З)      | Игорь Никитин         | 4-2  | Сергей Толчинский (19:28) |
| 2020 | Не состоялся    |                       |               |                       |      |                           |
| 2019 | ЦСКА            | Игорь Никитин         | Авангард (В)  | Боб Хартли            | 4-0  | Максим Мамин (77:44)      |
| 2018 | Ак Барс         | Зинэтула Билялетдинов | ЦСКА (З)      | Игорь Никитин         | 4-1  | Роб Клинкхаммер (41:06)   |
| 2017 | СКА             | Олег Знарок           | Металлург (В) | Илья Воробьёв         | 4-1  | Илья Ковальчук (40:09)    |
| 2016 | Металлург       | Илья Воробьёв         | ЦСКА (З)      | Дмитрий Квартальнов   | 4-3  | Крис Ли (38:57)           |
| 2015 | СКА             | Вячеслав Быков        | Ак Барс (В)   | Зинэтула Билялетдинов | 4-1  | Илья Ковальчук (06:31)    |
| 2014 | Металлург       | Майк Кинэн            | Лев (З)       | Кари Ялонен           | 4-3  | Сергей Мозякин (43:10)    |
| 2013 | Динамо (Москва) | Олег Знарок           | Трактор (В)   | Валерий Белоусов      | 4-2  | Алексей Цветков (65:57)   |
| 2012 | Динамо (Москва) | Олег Знарок           | Авангард (В)  | Раймо Сумманен        | 4-3  | Якуб Клепиш (52:03)       |
| 2011 | Салават Юлаев   | Вячеслав Быков        | Атлант (З)    | Милош Ржига           | 4-1  | Александр Свитов (55:48)  |
| 2010 | Ак Барс         | Зинэтула Билялетдинов | ХК МВД (З)    | Олег Знарок           | 4-3  | Никита Алексеев (21:18)   |
| 2009 | Ак Барс         | Зинэтула Билялетдинов | Локомотив     | Кари Хейккиля         | 4-3  | Алексей Морозов (50:04)   |

## Наиболее успешные команды
В таблице команды отсортированы по количеству побед. Курсивом отмечены ныне несуществующие (не играющие в КХЛ) команды.
| Команда                  | Победы | Поражения | Всего финалов | Годы участия в финале (жирным выделены победы) |
| ------------------------ | ------ | --------- | ------------- | ---------------------------------------------- |
| ЦСКА                     | 3      | 3         | 6             | 2016, 2018, 2019, 2021, 2022, 2023             |
| Ак Барс                  | 3      | 2         | 5             | 2009, 2010, 2015, 2018, 2023                   |
| Металлург (Магнитогорск) | 3      | 2         | 5             | 2014, 2016, 2017, 2022, 2024                   |
| Динамо (Москва)          | 2      | 0         | 2             | 2012, 2013                                     |
| СКА                      | 2      | 0         | 2             | 2015, 2017                                     |
| Локомотив                | 1      | 2         | 3             | 2009, 2024, 2025                               |
| Авангард                 | 1      | 2         | 3             | 2012, 2019, 2021                               |
| Салават Юлаев            | 1      | 0         | 1             | 2011                                           |
| Трактор                  | 0      | 2         | 2             | 2013, 2025                                     |
| ХК МВД                   | 0      | 1         | 1             | 2010                                           |
| Атлант                   | 0      | 1         | 1             | 2011                                           |
| Лев (Прага)              | 0      | 1         | 1             | 2014                                           |

## Рекорды

### Длительность матчей
Матчи с длительностью более 100 минут игрового времени (более 5 периодов, выделена победившая команда):
| №  | Команды                    | Дата            | Игровое время | Счёт в основное время | Номер овертайма | Победный гол          |
| -- | -------------------------- | --------------- | ------------- | --------------------- | --------------- | --------------------- |
| 1  | ЦСКА — Йокерит             | 22 марта 2018   | 142’ 09’’     | 1:1 (1:1, 0:0, 0:0)   | 5               | Мика Ниеми            |
| 2  | Локомотив — ЦСКА           | 5 марта 2022    | 126’ 34’’     | 2:2 (1:1, 0:1, 1:0)   | 4               | Максим Соркин         |
| 3  | Лев — Донбасс              | 21 марта 2014   | 126’ 13’’     | 3:3 (2:1, 1:1, 0:1)   | 4               | Андрей Конев          |
| 4  | Северсталь — Локомотив     | 25 февраля 2013 | 118’ 48’’     | 2:2 (1:2, 1:0, 0:0)   | 3               | Денис Казионов        |
| 5  | Адмирал — Металлург Мг     | 12 марта 2014   | 116’ 35’’     | 2:2 (0:1, 2:0, 0:1)   | 3               | Данис Зарипов         |
| 6  | ЦСКА — СКА                 | 10 апреля 2021  | 113’ 51’’     | 2:2 (1:0, 0:2, 1:0)   | 3               | Василий Подколзин     |
| 7  | Витязь — СКА               | 7 марта 2020    | 113’ 27’’     | 2:2 (1:1, 0:0, 1:1)   | 3               | Лукас Бенгтссон       |
| 8  | Торпедо НН — Салават Юлаев | 11 марта 2014   | 113’ 24’’     | 1:1 (0:1, 0:0, 1:0)   | 3               | Александр Степанов    |
| 9  | СКА — ЦСКА                 | 26 марта 2016   | 111’ 12’’     | 0:0 (0:0, 0:0, 0:0)   | 3               | Джефф Плэтт           |
| 10 | Салават Юлаев — Авангард   | 8 апреля 2019   | 109’ 18’’     | 0:0 (0:0, 0:0, 0:0)   | 3               | Алексей Бондарев      |
| 11 | Металлург МГ — Авангард    | 15 марта 2011   | 109’ 11’’     | 2:2 (1:1, 1:1, 0:0)   | 3               | Андрей Первышин       |
| 12 | Трактор — Ак Барс          | 22 марта 2012   | 108’ 54’’     | 1:1 (0:0, 0:1, 1:0)   | 3               | Данис Зарипов         |
| 13 | Авангард — Адмирал         | 22 февраля 2017 | 105’ 14’’     | 1:1 (1:0, 0:1, 0:0)   | 3               | Александр Кучерявенко |
| 14 | Ак Барс — Барыс            | 11 марта 2010   | 104’ 39’’     | 3:3 (0:2, 2:1, 1:0)   | 3               | Нико Капанен          |
| 15 | Сибирь — Салават Юлаев     | 6 марта 2022    | 103’ 06’’     | 1:1 (0:0, 1:0, 0:1)   | 3               | Валентин Пьянов       |
| 16 | Нефтехимик — Авангард      | 28 февраля 2016 | 102’ 39’’     | 2:2 (2:0, 0:1, 0:1)   | 3               | Денис Паршин          |
| 17 | СКА — ЦСКА                 | 2 апреля 2023   | 102’ 24’’     | 2:2 (0:1, 2:0, 0:1)   | 3               | Никита Нестеров       |
| 18 | ЦСКА — СКА                 | 28 марта 2015   | 101’ 39’’     | 2:2 (0:1, 1:0, 1:1)   | 3               | Роман Любимов         |

### Лучшие бомбардиры Кубка Гагарина
| #  | Сезонов | Игрок             | Команды                                       | Очки | Голы | Пасы |
| -- | ------- | ----------------- | --------------------------------------------- | ---- | ---- | ---- |
| 1  | 13      | Сергей Мозякин    | Атлант, Металлург Мг                          | 172  | 68   | 104  |
| 2  | 15      | Вадим Шипачёв     | Северсталь, СКА, Динамо М, Ак Барс, Динамо Мн | 130  | 41   | 89   |
| 3  | 13      | Данис Зарипов     | Ак Барс, Металлург Мг                         | 128  | 57   | 71   |
| 4  | 10      | Александр Радулов | Салават Юлаев, ЦСКА, Ак Барс, Локомотив       | 128  | 42   | 86   |
| 5  | 9       | Никита Гусев      | ЦСКА, Амур, Югра, СКА, Динамо М               | 117  | 48   | 69   |
| 6  | 5       | Ян Коварж         | Металлург Мг                                  | 91   | 32   | 59   |
| 7  | 7       | Патрик Торесен    | СКА, Салават Юлаев                            | 89   | 28   | 61   |
| 8  | 9       | Константин Окулов | Сибирь, ЦСКА, Авангард                        | 87   | 32   | 55   |
| 9  | 7       | Михаил Григоренко | ЦСКА, СКА                                     | 83   | 47   | 36   |
| 10 | 12      | Сергей Плотников  | Амур, Локомотив, СКА, Металлург Мг, ЦСКА, СКА | 78   | 29   | 49   |

### Рекордсмены Кубка Гагарина по количеству матчей
| #  | Сезонов | Игрок              | Команды                                              | Матчи |
| -- | ------- | ------------------ | ---------------------------------------------------- | ----- |
| 1  | 16      | Илья Каблуков      | Торпедо НН, Атлант, Спартак, СКА, Авангард, Динамо М | 189   |
| 2  | 15      | Евгений Бирюков    | Металлург Мг, Салават Юлаев                          | 178   |
| 3  | 15      | Григорий Панин     | Ак Барс, ЦСКА, Салават Юлаев                         | 175   |
| 4  | 15      | Вадим Шипачёв      | Северсталь, СКА, Динамо М, Ак Барс, Динамо Мн        | 172   |
| 5  | 15      | Кирилл Петров      | Югра, ЦСКА, Авангард, Ак Барс                        | 168   |
| 6  | 13      | Александр Попов    | Авангард, ЦСКА                                       | 162   |
| 7  | 13      | Максим Карпов      | Трактор, Динамо М, СКА, Металлург Мг, Сибирь         | 161   |
| 8  | 13      | Сергей Мозякин     | Атлант, Металлург Мг                                 | 157   |
| 9  | 11      | Алексей Береглазов | Металлург Мг, Авангард, Локомотив                    | 157   |
| 10 | 10      | Артём Сергеев      | ЦСКА, Салават Юлаев, СКА, Динамо М                   | 155   |

### Рекордсмены Кубка Гагарина среди вратарей по количеству побед
| #  | Сезонов | Игрок              | Команды                                                | Выигрыши |
| -- | ------- | ------------------ | ------------------------------------------------------ | -------- |
| 1  | 14      | Василий Кошечкин   | Лада, Северсталь, Металлург Мг                         | 86       |
| 2  | 12      | Александр Ерёменко | Салават Юлаев, Динамо М                                | 68       |
| 3  | 6       | Илья Сорокин       | ЦСКА, Металлург Нк                                     | 50       |
| 4  | 5       | Микко Коскинен     | Сибирь, СКА                                            | 50       |
| 5  | 4       | Петри Веханен      | Ак Барс, Лев                                           | 39       |
| 6  | 6       | Майкл Гарнетт      | ХК МВД, Динамо М, Трактор, Слован, Медвешчак           | 39       |
| 7  | 6       | Тимур Билялов      | Ак Барс                                                | 37       |
| 8  | 6       | Георгий Гелашвили  | Локомотив, Металлург Мг, Торпедо НН                    | 35       |
| 9  | 11      | Константин Барулин | ЦСКА, Атлант, Ак Барс, Авангард, ХК Сочи, Металлург Нк | 31       |
| 10 | 5       | Карри Рамо         | Йокерит, Авангард                                      | 29       |

### Рекордсмены среди главных тренеров в Кубке Гагарина
| # | Тренер                | Команды                                                 | Игры | Победы |
| - | --------------------- | ------------------------------------------------------- | ---- | ------ |
| 1 | Зинэтула Билялетдинов | Ак Барс                                                 | 146  | 90     |
| 2 | Олег Знарок           | ХК МВД, Динамо М, СКА, Спартак                          | 120  | 79     |
| 3 | Дмитрий Квартальнов   | Северсталь, Сибирь, ЦСКА, Локомотив, Ак Барс, Динамо Мн | 120  | 72     |
| 4 | Илья Воробьёв         | Металлург Мг, СКА, ЦСКА                                 | 106  | 64     |
| 5 | Игорь Никитин         | Авангард, ЦСКА, Локомотив                               | 86   | 56     |

### Рекордсмены Кубка Гагарина за один розыгрыш плей-офф
| Лучшие бомбардиры за один плей-офф | Лучшие бомбардиры за один плей-офф | Лучшие бомбардиры за один плей-офф | Лучшие бомбардиры за один плей-офф | Лучшие бомбардиры за один плей-офф | Лучшие бомбардиры за один плей-офф | Лучшие бомбардиры за один плей-офф | Лучшие бомбардиры за один плей-офф |  | Лучшие по очкам в большинстве за один плей-офф  | Лучшие по очкам в большинстве за один плей-офф  | Лучшие по очкам в большинстве за один плей-офф  | Лучшие по очкам в большинстве за один плей-офф  | Лучшие по очкам в большинстве за один плей-офф  | Лучшие по очкам в большинстве за один плей-офф  | Лучшие по очкам в большинстве за один плей-офф  | Лучшие по очкам в большинстве за один плей-офф  |
| #                                  | Игрок                              | Сезон                              | Клуб                               | И                                  | Г                                  | А                                  | О                                  |  | #                                               | Игрок                                           | Сезон                                           | Клуб                                            | И                                               | Г                                               | А                                               | О                                               |
| 1                                  | Сергей Мозякин                     | 2013/14                            | Металлург Мг                       | 21                                 | 13                                 | 20                                 | 33                                 |  | 1                                               | Крис Ли                                         | 2016/17                                         | Металлург Мг                                    | 18                                              | 1                                               | 14                                              | 15                                              |
| 2                                  | Данис Зарипов                      | 2013/14                            | Металлург Мг                       | 21                                 | 11                                 | 15                                 | 26                                 |  | 2                                               | Тэйлор Бек                                      | 2018/19                                         | Авангард                                        | 16                                              | 3                                               | 11                                              | 14                                              |
| 3                                  | Ян Коварж                          | 2013/14                            | Металлург Мг                       | 21                                 | 8                                  | 18                                 | 26                                 |  | 3                                               | Вадим Шипачёв                                   | 2015/16                                         | СКА                                             | 15                                              | 6                                               | 7                                               | 13                                              |
| 4                                  | Сергей Мозякин                     | 2015/16                            | Металлург Мг                       | 23                                 | 11                                 | 14                                 | 25                                 |  | 4                                               | Сергей Мозякин                                  | 2016/17                                         | Металлург Мг                                    | 17                                              | 3                                               | 10                                              | 13                                              |
| 5                                  | Ян Коварж                          | 2016/17                            | Металлург Мг                       | 18                                 | 10                                 | 15                                 | 25                                 |  | 5                                               | Никита Гусев                                    | 2018/19                                         | СКА                                             | 18                                              | 6                                               | 6                                               | 12                                              |
| Лучшие снайперы за один плей-офф   | Лучшие снайперы за один плей-офф   | Лучшие снайперы за один плей-офф   | Лучшие снайперы за один плей-офф   | Лучшие снайперы за один плей-офф   | Лучшие снайперы за один плей-офф   | Лучшие снайперы за один плей-офф   | Лучшие снайперы за один плей-офф   |  | Лучшие бомбардиры-защитники за один плей-офф    | Лучшие бомбардиры-защитники за один плей-офф    | Лучшие бомбардиры-защитники за один плей-офф    | Лучшие бомбардиры-защитники за один плей-офф    | Лучшие бомбардиры-защитники за один плей-офф    | Лучшие бомбардиры-защитники за один плей-офф    | Лучшие бомбардиры-защитники за один плей-офф    | Лучшие бомбардиры-защитники за один плей-офф    |
| #                                  | Игрок                              | Игрок                              | Сезон                              | Клуб                               | Клуб                               | И                                  | Г                                  |  | #                                               | Игрок                                           | Сезон                                           | Клуб                                            | И                                               | Г                                               | А                                               | О                                               |
| 1                                  | Данис Зарипов                      | Данис Зарипов                      | 2016/17                            | Металлург Мг                       | Металлург Мг                       | 18                                 | 15                                 |  | 1                                               | Крис Ли                                         | 2016/17                                         | Металлург Мг                                    | 18                                              | 1                                               | 20                                              | 21                                              |
| 2                                  | Евгений Дадонов                    | Евгений Дадонов                    | 2014/15                            | СКА                                | СКА                                | 22                                 | 15                                 |  | 2                                               | Патрик Херсли                                   | 2016/17                                         | СКА                                             | 16                                              | 6                                               | 12                                              | 18                                              |
| 3                                  | Михаил Анисин                      | Михаил Анисин                      | 2011/12                            | Динамо М                           | Динамо М                           | 21                                 | 14                                 |  | 3                                               | Коди Франсон                                    | 2018/19                                         | Авангард                                        | 19                                              | 4                                               | 14                                              | 18                                              |
| 4                                  | Михаил Григоренко                  | Михаил Григоренко                  | 2018/19                            | ЦСКА                               | ЦСКА                               | 20                                 | 13                                 |  | 4                                               | Егор Яковлев                                    | 2021/22                                         | Металлург Мг                                    | 24                                              | 2                                               | 13                                              | 15                                              |
| 5                                  | Сергей Мозякин                     | Сергей Мозякин                     | 2013/14                            | Металлург Мг                       | Металлург Мг                       | 21                                 | 13                                 |  | 5                                               | Антон Белов                                     | 2016/17                                         | СКА                                             | 18                                              | 3                                               | 11                                              | 14                                              |
| Лучшие ассистенты за один плей-офф | Лучшие ассистенты за один плей-офф | Лучшие ассистенты за один плей-офф | Лучшие ассистенты за один плей-офф | Лучшие ассистенты за один плей-офф | Лучшие ассистенты за один плей-офф | Лучшие ассистенты за один плей-офф | Лучшие ассистенты за один плей-офф |  | Лучшие вратари по сухим матчам за один плей-офф | Лучшие вратари по сухим матчам за один плей-офф | Лучшие вратари по сухим матчам за один плей-офф | Лучшие вратари по сухим матчам за один плей-офф | Лучшие вратари по сухим матчам за один плей-офф | Лучшие вратари по сухим матчам за один плей-офф | Лучшие вратари по сухим матчам за один плей-офф | Лучшие вратари по сухим матчам за один плей-офф |
| #                                  | Игрок                              | Игрок                              | Сезон                              | Клуб                               | Клуб                               | И                                  | А                                  |  | #                                               | Вратарь                                         | Вратарь                                         | Сезон                                           | Клуб                                            | Клуб                                            | И                                               | СИ                                              |
| 1                                  | Крис Ли                            | Крис Ли                            | 2016/17                            | Металлург Мг                       | Металлург Мг                       | 18                                 | 20                                 |  | 1                                               | Ларс Юханссон                                   | Ларс Юханссон                                   | 2020/21                                         | ЦСКА                                            | ЦСКА                                            | 23                                              | 7                                               |
| 2                                  | Сергей Мозякин                     | Сергей Мозякин                     | 2013/14                            | Металлург Мг                       | Металлург Мг                       | 21                                 | 20                                 |  | 2                                               | Андерс Нильссон                                 | Андерс Нильссон                                 | 2014/15                                         | Ак Барс                                         | Ак Барс                                         | 20                                              | 6                                               |
| 3                                  | Ян Коварж                          | Ян Коварж                          | 2013/14                            | Металлург Мг                       | Металлург Мг                       | 21                                 | 18                                 |  | 3                                               | Миико Коскинен                                  | Миико Коскинен                                  | 2015/16                                         | СКА                                             | СКА                                             | 15                                              | 5                                               |
| 4                                  | Сергей Мозякин                     | Сергей Мозякин                     | 2016/17                            | Металлург Мг                       | Металлург Мг                       | 17                                 | 17                                 |  | 4                                               | Илья Сорокин                                    | Илья Сорокин                                    | 2017/18                                         | ЦСКА                                            | ЦСКА                                            | 18                                              | 5                                               |
| 5                                  | Тэйлор Бек                         | Тэйлор Бек                         | 2018/19                            | Авангард                           | Авангард                           | 16                                 | 16                                 |  | 5                                               | Шимон Грубец                                    | Шимон Грубец                                    | 2020/21                                         | Авангард                                        | Авангард                                        | 18                                              | 5                                               |

Примечание: И — Игры, Г — голы, А — голевые передачи, О — очки, СИ — сухие игры.

### Голы
- В матче «Северсталь» — «Атлант» (1:8) 27 февраля 2011 года Олег Петров в возрасте 39 лет и 10 месяцев оформил самый «возрастной» хет-трик, причём забросил три шайбы подряд в течение 3-х минут: 15-я, 17-я и 18-я[9]. В матче «Атлант» — «Локомотив» 2 апреля 2011 года (8:2), Олег Петров также сделал хет-трик: 11-я, 39-я и 59-я минуты. Таким образом на его счету два хет-трика в одном сезоне Кубка Гагарина.
- Курьёзный гол был забит в матче «Атлант» — «Локомотив» 27 марта 2011 года во втором периоде третьего матча серии. Ярославцы получили отложенный штраф, и их вратарь менялся на 6-го полевого игрока, когда Чурилов, отдавая пас своему игроку в зоне хозяев, через всю площадку послал шайбу в свои ворота. Во время матча гол был записан на счёт вратаря «Атланта» Константина Барулина, как последнего из игроков «Атланта», касавшегося шайбы, однако после игры шайба была переписана на защитника Илью Горохова[10].
- Похожий курьёзный гол был забит в четвёртом матче финальной серии между ЦСКА и «Ак Барсом» в 2018 году: в конце 3-го периода атаковавший ЦСКА только снял вратаря, заменив его на полевого игрока, как во время суматохи у ворот «Ак Барса» Антон Ландер не глядя выбросил шайбу из своей зоны, траектория которой изначально была мимо ворот ЦСКА, но катящаяся на ребре закрученная шайба все же «зарулила» в ворота ЦСКА вместе с защитником Мэтом Робинсоном, пытавшимся её догнать[11][12].

### Персоналии
- Данис Зарипов является единственным пятикратным обладателем Кубка Гагарина (трижды в составе «Ак Барса» и дважды в составе «Металлурга» Мг).
- Тренер Зинэтула Билялетдинов пять раз участвовал в финале с казанским «Ак Барсом», и первым трижды выиграл Кубок Гагарина с одним клубом.
- Тренер Олег Знарок четыре раза участвовал в финале Кубка Гагарина — дважды с московским «Динамо» и по одному разу с ХК МВД и СКА, и первым трижды выиграл Кубок Гагарина с разными командами.
- Майк Кинэн первый тренер, выигравший Кубок Гагарина с магнитогорским «Металлургом» в КХЛ и Кубок Стэнли с «Нью-Йорк Рейнджерс» в НХЛ. Впоследствии это достижение повторил Боб Хартли, взявший Кубок Стэнли с Колорадо Эвеланш и Кубок Гагарина с Авангардом. В обоих случаях разница между трофеями составила 20 лет.
- Виктор Козлов выиграл Кубок Гагарина как игрок («Салават Юлаев») и как тренер («Металлург» Мг).
- Шесть игроков выигрывали Кубок Гагарина в КХЛ и Кубок Стэнли в НХЛ — Павел Дацюк (СКА, «Детройт Ред Уингз»), Вячеслав Войнов (СКА, «Лос-Анджелес Кингз»), Вячеслав Козлов («Салават Юлаев», «Детройт Ред Уингз»), Олег Твердовский («Салават Юлаев», «Нью-Джерси Девилз» и «Каролина Харрикейнз»), Александр Овечкин и Никлас Бэкстрем (оба — «Динамо» Москва, «Вашингтон Кэпиталз»).
- Павел Дацюк является единственным хоккеистом, выигравшим Кубок Стэнли, Кубок Гагарина, золото Чемпионата мира и золото Олимпийских игр.
- Боб Хартли — единственный тренер, выигравший все пять турниров, в которых принимал участие в качестве главного тренера: президентский кубок в QMJHL («Лаваль Титан»), Кубок Колдера в АХЛ (Херши Беарс), Кубок Стэнли в НХЛ («Колорадо Эвеланш»), чемпионат Швейцарии («Цюрих Лайонс») и Кубок Гагарина в КХЛ («Авангард» Омск).

### Прочие факты
- Всего четыре команды КХЛ приняли участие в каждом из розыгрышей Кубка Гагарина — «Ак Барс», «Металлург» МГ, СКА и «Салават Юлаев».
- В плей-офф КХЛ 2009 был зафиксирован максимальный по разнице шайб счёт (+10): 14 марта «Ак Барс» выиграл у «Авангарда» со счётом 11:1; причём шесть шайб «Ак Барс» забросил в большинстве.
- Пражский «Лев» — единственная команда не из России, игравшая в финале Кубка Гагарина (в 2014 году).
- В сезоне 2014/15 СКА впервые в розыгрыше Кубка Гагарина отыгрался в серии со счёта 0:3, выиграв у ЦСКА со счётом 4:3. Этот случай остаётся единственным в истории плей-офф КХЛ.
- В сезоне 2018/19 казахстанский Барыс в домашнем матче серии 1/4 финала плей-офф против нижегородского Торпедо отыгрался со счёта 0:4 и одержал победу в матче со счётом 5:4.
- «Салават Юлаев», основанный в год полёта Юрия Гагарина в космос, завоевал Кубок Гагарина в 2011 году на своё пятидесятилетие и, соответственно, на пятидесятилетие полёта Юрия Гагарина.
- Самый долгий безголевой матч в истории КХЛ: 26 марта 2016 года в плей-офф КХЛ 2016 ЦСКА выиграл гостевой матч у СКА со счётом 1:0, забив гол на 111 минуте 12 секунде[13].
- В 2019 году ЦСКА выиграл Кубок Гагарина в статусе победителя регулярного чемпионата. Это первый случай в истории лиги.
- Выиграть два Кубка Гагарина подряд удавалось трём командам: «Ак Барсу» (в 2009 и 2010 годах), московскому «Динамо» (в 2012 и 2013 годах) и ЦСКА (в 2022 и 2023 годах). Три раза подряд Кубок ещё не выигрывал никто.
- Два клуба — ЦСКА и «Металлург» — выиграли финальную серию всухую" в 2019 и 2024 году соответственно.
- В Кубке Гагарина-2022 впервые в истории КХЛ в каждом из раундов плей-офф состоялась как минимум одна серия с семью играми (максимальное количество матчей).
- 2 марта 2022 года Никита Гусев из СКА в матче против минского «Динамо» установил рекорд результативности за одну игру плей-офф КХЛ — 6 (1+5) очков.
- Серия «Металлург» — «Авангард» в розыгрыше Кубка Гагарина сезона 2021/22 стала самой результативной в истории Кубка Гагарина, команды забросили 51 шайбу.
- Рекорд по самой протяженной сухой серии в финалах Кубка Гагарина принадлежит вратарю магнитогорского «Металлурга» Василию Кошечкину в финальной серии сезона 2021/22, и составляет 156 минут 34 секунды.
- В сезоне 2021/22 «Металлург» установил рекорд результативности за один плей-офф КХЛ — команда забросила 80 шайб.